# Littérature yiddish
La littérature yiddish comprend tous les écrits littéraires en yiddish, la langue des Juifs ashkénazes, dérivé du moyen haut allemand. La langue yiddish prend ses racines en Europe centrale, et a migré au cours des siècles vers l'Europe de l'Est : Yiddishland.
La littérature yiddish est généralement divisée en trois phases : la littérature yiddish ancienne que l'on peut dater entre 1300 et 1780 ; la littérature de la Haskala et la littérature hassidique de 1780 aux environs de 1890 ; et la littérature yiddish moderne de 1864 jusqu'à nos jours.

## Littérature yiddish ancienne

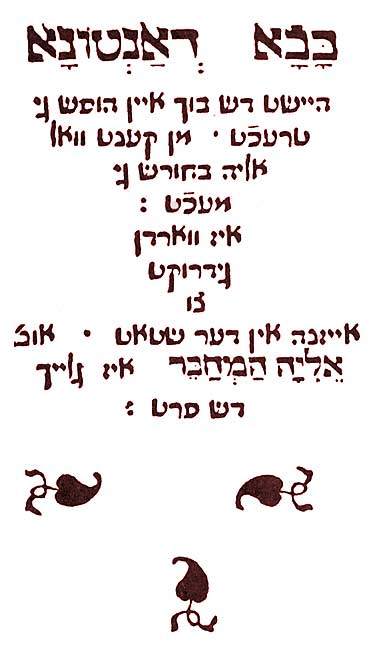
Première édition du Bovo-Bukh de 1507–1508, imprimé en 1541, le premier livre yiddish non religieux.

La littérature yiddish commence avec des traductions et des commentaires de textes religieux (voir article sur la langue yiddish pour une description complète de ces textes).
L'écrivain le plus important de cette littérature est Élie Lévita (connu aussi sous le nom de Elye Bokher) qui a traduit et adapté le roman chevaleresque Beuve de Hanstone, via sa version italienne, Buovo d’Antona. La version de Levita appelée Bovo d'Antona, et plus tard connue sous le titre de Bovo-Bukh, a circulé en version manuscrite depuis 1507, avant d'être publiée à Isny im Allgäu en Allemagne en 1541. Cette œuvre illustre l'influence des formes littéraires européennes sur la littérature yiddish émergente, non seulement sur le choix du sujet, mais aussi dans la forme de ses strophes et de ses vers, adaptés des huitains italiens. Néanmoins, Levita a modifié de nombreux aspects de l'histoire, pour refléter des éléments juifs, bien que ceux-ci soient difficilement compatibles avec la nature essentiellement chrétienne de la chevalerie. (Michael Wex dans son livre Born to Kvetch, en 2005, analyse les tensions entre les éléments chrétiens et juifs dans le livre de Levita).
Une autre œuvre importante de la littérature yiddish ancienne est le Maysse bukh (Livre d'histoires). 
Ce livre rassemble les contes éthiques basés sur les sources hébraïques et rabbiniques, ainsi que les contes folkloriques et les légendes. 
En se basant sur quelques histoires non juives qui y ont été incorporées, les chercheurs en ont déduit que le compilateur devait vivre dans la région qui correspond à l'ouest de l'Allemagne durant le dernier tiers du XVIe siècle. 
Il a initialement été publié en 1602. Ses histoires édifiantes sont toujours lues de nos jours dans les communautés très religieuses, et plus particulièrement parmi les Hassidim.
Les femmes écrivaient rarement de la littérature yiddish, mais plusieurs recueils de tkhines (prières personnelles ne faisant pas partie de la liturgie juive) ont été écrits par des femmes telles que Sara Bas-Toyvim et Sarah Rebekah Rachel Leah Horowitz, toutes les deux au XVIIIe siècle. 
Le texte le plus étendu écrit par une femme est le journal de Glückel von Hameln, un document familial du XVIIe et XVIIIe siècles, publié seulement en 1896.

## Littérature de la Haskala et littérature Hassidique (à partir de 1750)
L'essor du judaïsme hassidique à la fin du XVIIIe siècle a donné naissance à un genre spécifique d'ouvrage littéraire. Parmi les écrits publiés, on trouve ceux exaltant le Baal Shem Tov (1698-1760) et décrivant sa vie. Les contes étaient des éléments cruciaux pour propager le Hassidisme, et le Baal Shem Tov lui-même ainsi que son arrière-petit-fils le rabbi Nachman de Breslov (1772-1810) utilisaient des histoires basées sur des contes folkloriques pour véhiculer des messages spirituels. Leurs contes étaient transcrits et regroupés par leurs disciples. Les contes du rabbi Nachman ont eu un effet notable dans le développement de la littérature yiddish. Le recueil le plus connu de ses œuvres est le Sipure mayses (Conte) de 1815. Parmi les caractéristiques importantes de ces contes, on trouve l'utilisation d'allégorie pour simplifier l'abstraction, et la fusion de motifs folkloriques juifs et non-juifs.
Pendant les mêmes années qui voient l'émergence du Hassidisme, le mouvement séculaire juif le plus important apparaît sous la forme de la Haskala. Ce mouvement est influencé par les Lumières et opposé aux superstitions dans la vie religieuse et à l'éducation vieillotte donnée à la plupart des Juifs. Il propose une meilleure intégration dans la culture européenne et dans la société et s'oppose irréductiblement au Hassidisme. 
Les principaux écrivains qui ont utilisé leur talent pour répandre cette vision sont Israel Aksenfeld (1785-1866), Solomon Ettinger (en) (1802-1856) et Isaac Mayer Dick (en) (1807-1893). Aksenfeld a tout d'abord été un partisan du rabbi Nachman de Breslov, mais a abandonné ensuite le Hassidisme pour devenir un de ses adversaires les plus acharnés. Son roman Dos shterntikhl (Le foulard), publié en 1861, dépeint le monde hassidique comme intolérant et borné. Seuls cinq de ses ouvrages ont été publiés en raison de l'opposition des responsables hassidiques. Ses œuvres sont réalistes et sont influencées par la littérature russe du XIXe siècle. Ettinger était un médecin et a écrit des pièces de théâtre, dont celle considérée comme la plus importante de la Haskala, Serkele. Son style satirique montre l'influence des pièces dramatiques européennes: un historien suppose qu'il a lu et s'est inspiré des pièces de Molière. Dik (1808-1893) a écrit de courtes histoires qui se sont vendues à plusieurs dizaines de milliers d'exemplaires sous forme de livre. Son rôle dans le développement de la littérature est important tant par le fait qu'il ait réussi à créer un lectorat yiddish que par le contenu de ses œuvres qui tendent vers le didactique. Il a aussi écrit en hébreu, dont la remarquable parodie talmudique, Masseket Aniyyut (« Traité de la Pauvreté »).

### Une liste d'auteurs de la Haskala
- Moses Mendelssohn (1729-1786)
- Moyshe Markuse (1743-1800 ?)[1], Ezer Yistrael (Le secours d'Israël, 1789)
- Mendl Lefin Sotenover (1749-1826)[2]
- Aaron Halle-Wolfssohn (1754-1835), dramaturge
- Yitsklalk Euchel (1756-1804), dramaturge, Sefat Emet
- Reb Nakhmen Braslever ou Nahman de Bratslav (1772-1810)[3] (1772-1811), conteur, Sipurey mayses (1816)
- Nathan Shternhertz (1780-1845)
- Israel Aksenfeld (1785-1866)
- Yisroel Aksenfeld (1787-1866)[4], dramaturge, nouvelliste
- Mensahe Ilier (1797-1831), Lebn Mittel (Le remède)

- Solomon Ettinger (en) (1802-1856, Shloïme Etinger), fabuliste, dramaturge, Serkele
- Ayzik Meir Dik ou Isaac Mayer Dick (en) (1807-1893)[5], nouvelliste, de Lituanie
- Avrom-Ber Gotlober (en) (1810/1811-1899)[6], der Dektukh (Le voile)
- Alexander Tzederboïm ou Aleksander Zederbaum (en) (1816-1893)[7], journaliste, éditeur
- Mattityahu Strashun (1817-1885), rabbin érudit, qui lègue sa bibliothèque à la communauté à sa mort
- Shie Mordkhe Lifshitz (1829-1878), lexicographe
- Mendele Moïkher Sforim (1836-1917), romancier, Dos kleyne Mentshele (1862), Di takse (1869)

- Isaac Leib Peretz (1856-1915)
- Yankev Dinezon (1856-1919), romancier[8],[9]
- Mordkhe Spektor (1858-1925), romancier[10]
- Sholem Rabinovitch (1859-1916), nouvellite, dramaturge, romancier

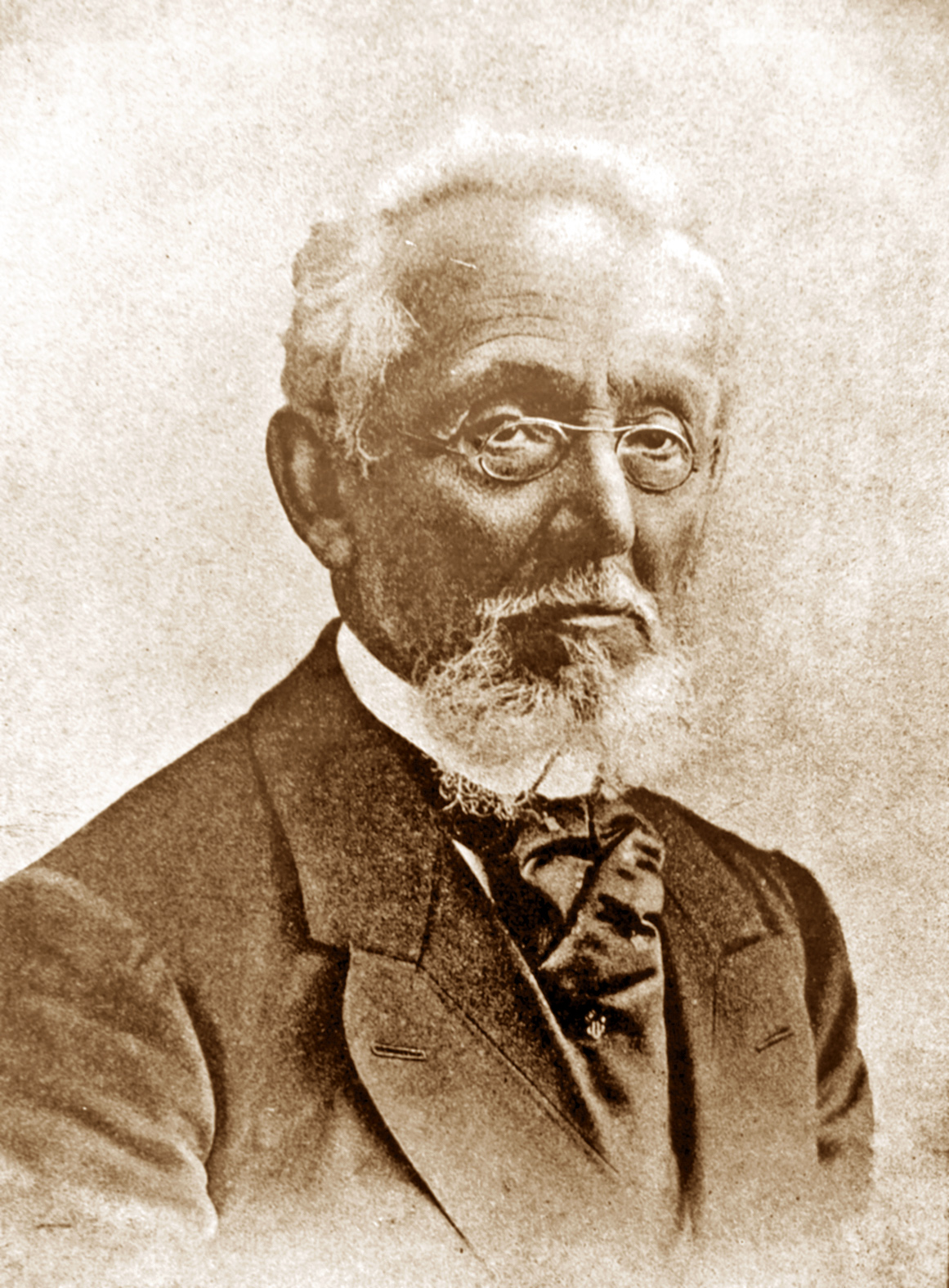
Mendele Moïkher Sforim
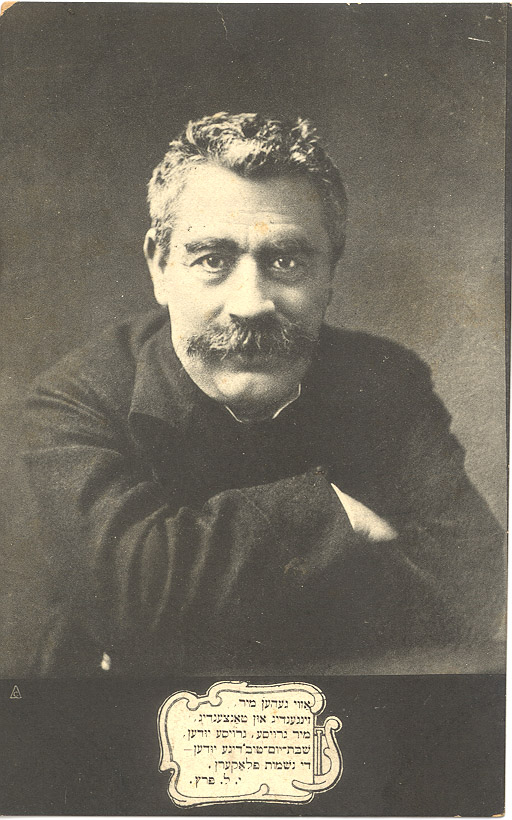
Isaac Leib Peretz
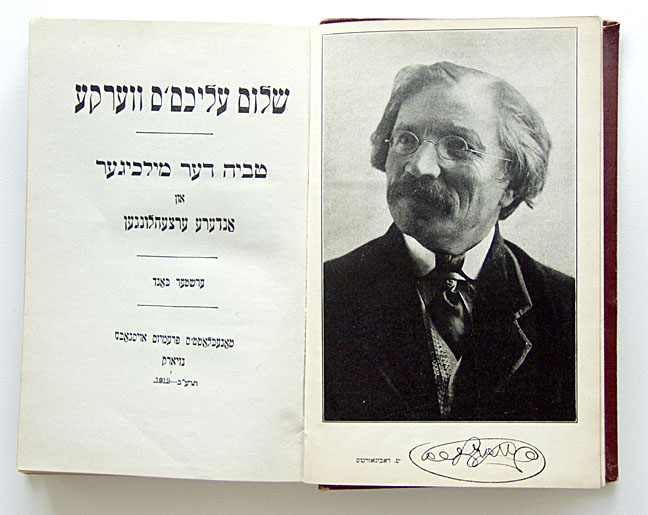
Cholem Aleikhem
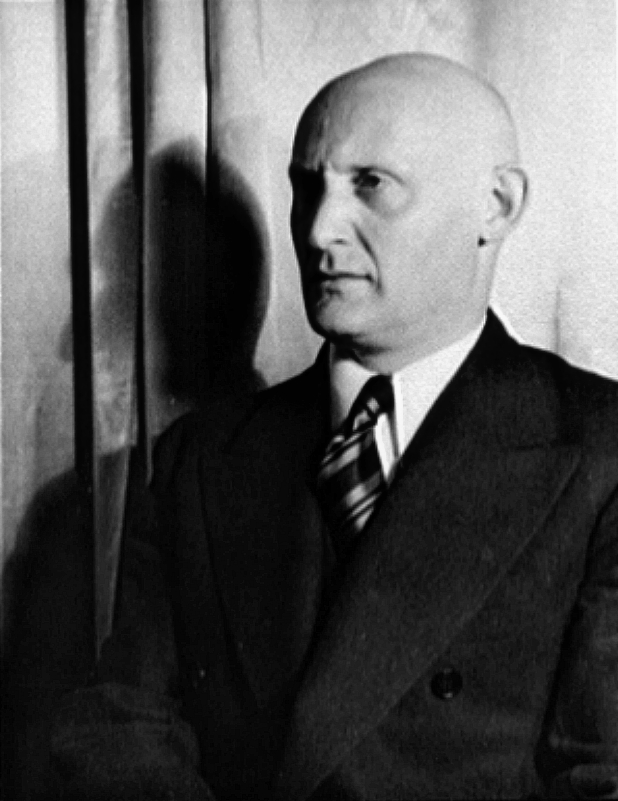
Israel Joshua Singer

## La littérature yiddish moderne (à partir de 1860)
- Mouverment yiddishiste (en)

### Les écrivains yiddish classiques
La littérature yiddish moderne prend généralement pour origine la publication en 1864 du roman "Dos kleyne mentshele" ("La petite personne") de Sholem Yankev Abramovitsh. Abramovitsh avait initialement écrit en hébreu, la langue dans laquelle communiquaient entre eux une grande partie des tenants de la Haskala, jusqu'à la publication de son livre. Dans le roman, publié tout d'abord sous forme d'une série dans un journal yiddish, Abramovitsh introduit son alter-ego, le personnage de Mendele Moïch Sforim ("Mendele" le vendeur ambulant de livres") comme narrateur de l'histoire. Abramovitsh lui-même est souvent connu par ce surnom et celui-ci apparaît comme l'auteur de plusieurs de ses livres, produisant un jeu complexe de relations entre l'auteur, son personnage et le lecteur qui a été étudié par Dan Miron. L'œuvre d'Abramovitsh est ironique et incisive, tout en gardant le ton d'un narrateur folklorique. Ses livres critiquent la corruption à l'intérieur de la communauté juive et celle imposée par les institutions gouvernementales russes et polonaises. Il poursuit la tradition de la littérature de la Haskala avec ses attaques contre les superstitions et les traditions démodées, telles que les mariages arrangés. Sa parodie extraordinaire des romans picaresques, Kitser masoes Binyomen hashlishi (« Les voyages de Benjamin III, » une parodie des Voyages de Benjamin (de Tudèle)), publiée en 1878, est sa dernière grande œuvre et offre la plus forte critique de la vie juive dans la Zone de résidence.
L'influence d'Abramovitsh repose sur deux facteurs: tout d'abord, il a écrit en yiddish à une période où la plupart des intellectuels juifs s'orientaient soit vers l'hébreu soit vers une langue non-juive telle que l'allemand. Deuxièmement, comme l'a démontré Dan Miron, Abramovitsh a ancré fermement la façon de s'exprimer en yiddish dans l'ère de la modernité, par l'utilisation de stratégies rhétoriques qui lui a permis d'exprimer son programme de réforme sociale d'une façon hautement littéraire et artistique. La pénétration de la littérature yiddish sous sa forme moderne qui a suivi Abramovitsh, démontre l'importance de donner une voix aux aspirations juives aussi bien sociales que littéraires.
Les écrivains les plus importants qui ont suivi Abramovitsh sont Sholem Rabinovitsh, plus connu sous son pseudonyme de Cholem Aleikhem, et Isaac Leib Peretz. Les œuvres les plus célèbres de Cholem Aleikhem sont ses histoires centrées sur le personnage de Tevie le laitier. Écrites tout au long de nombreuses années et en réponse à une grande variété de catastrophes juives de la fin du XIXe siècle et du début du XXe siècle, ces histoires illustrent le style d'Aleikhem, y compris son empreinte typique du « rire au travers des larmes. » Peretz a donné au yiddish toute une série de techniques modernes qu'il a découvertes dans les romans européens. Tout en étant lui-même politiquement radical, principalement au cours des années 1890, ses romans sont particulièrement nuancés et permettent de multiples interprétations. Ses œuvres sont à la fois simples et caustiques, plus psychologiques et plus individualistes que celles d'Abramovitsh ou d'Aleikhem. Pour ces raisons, il est considéré comme le premier vrai moderniste de la littérature yiddish. Il a écrit principalement des histoires dont l'une des plus connues est Bontshe shvayg (Bontshe le silencieux). Comme pour la plupart de ses œuvres, il s'arrange pour transmettre deux messages apparemment opposés: la sympathie pour l'opprimé et la critique de la passivité de l'opprimé face à l'oppression.
Ensemble, Abramovitsh, Aleikhem et Peretz sont généralement considérés comme les trois écrivains yiddish « classiques » (« di klasiker » en yiddish). On les surnomme parfois respectivement le « grand-père », le « père » et le « fils » de la littérature yiddish. Cette formule ne prend pas en compte qu'ils étaient à peu près contemporains, et qu'ils doivent être appréhendés comme un phénomène unique plutôt que comme des manifestations générationnelles distinctes. Néanmoins, cette formule a été proposée par les écrivains classiques eux-mêmes, peut-être comme moyen d'investigation de leur culture littéraire naissante dont le lignage peut remonter aux autres littératures du monde qu'ils admirent

### Mouvements littéraires et principaux écrivains
Les pièces dramatiques en yiddish se sont tout d'abord développées séparément, avant de s'entrecroiser plus tard avec les autres mouvements yiddish. Les premières pièces, suivant l'exemple d'Ettinger, ont été écrites par Abraham Goldfaden et par Jacob Michailovitch Gordin. La plupart des pièces présentées dans les théâtres yiddish étaient alors des traductions du répertoire européen et devaient autant au théâtre allemand qu'aux écrivains yiddish classiques.
Tandis que les trois écrivains classiques étaient encore au sommet de leur gloire, le premier véritable mouvement en littérature yiddish moderne jaillit à New York. Le "Sweatshop Poets" (les Poètes des Ateliers de misère"), telle que fut surnommée cette école, regroupait des travailleurs immigrants qui durant le jour travaillaient dans des conditions inhumaines dans des usines pour survivre. Les principaux membres de ce groupe étaient Morris Rosenfeld, Morris Winchevsky, David Edelstadt et Joseph Bovshover. Leur travail était centré sur la thématique de l'oppression prolétarienne et de la lutte, et utilisait le style des strophes victoriennes, produisant une rhétorique hautement stylisée. Le résultat est que ces œuvres ne sont que très peu lues et comprises de nos jours.
Simultanément, à Varsovie, un groupe d'écrivains guidés par Isaac Leib Peretz portent le yiddish à un haut niveau d'expérimentation moderne; parmi eux, on peut retenir David Pinski, Shalom Anski, Sholem Asch et I.M. Weissenberg. Un groupe ultérieur de Varsovie, "Di Khalyastre" ("La Bande") comprend des célébrités telles que Israel Joshua Singer, Peretz Hirshbein, Melech Ravitch et Uri Zvi Greenberg (qui écrira ultérieurement la plupart de ses œuvres en hébreu). Comme pour leur pendant à New York, le groupe appelée "Di Yunge" ("Les Jeunes"), se dissocie des écrivains yiddish précurseurs et tentent de libérer l'écriture yiddish, principalement les poèmes, de ses préoccupations politiques et axées sur le sort des Juifs. Les membres importants de Di Yunge comprennent Mani Leib, Moyshe Leib Halpern, Halpern Leivick (en), Zishe Landau et les écrivains en prose David Ignatoff (en) et Isaac Raboy. Quelques années après Di Yunge un autre groupe émerge, "In Zikh" ("Introspection"), qui se déclare lui-même la véritable avant-garde, rejetant les vers métrés et déclarant que les thèmes non-juifs sont aussi des sujets valables pour la poésie yiddish. Le membre le plus important de ce groupe est Yankev Glatshteyn. Glatshteyn qui est intéressé par des thèmes exotiques, dans des poèmes qui mettent en évidence le son des mots, mais qui plus tard, à l'approche puis à la venue de la Shoah, se réappropriera les traditions juives. Son poème, "A gute nakht, velt" ("Bonne nuit, Monde") de 1938 semble pressentir la tragédie à l'horizon en Europe de l'Est.
À Vilnius en Lituanie, (appelée Vilna ou Vilne par ses habitants juifs), un des centres historiquement les plus importants de l'activité culturelle yiddish, se crée le groupe "Yung Vilne" ("Jeune Vilna") qui comprend Chaim Grade, Abraham Sutzkever et Szmerke Kaczerginski. La courte histoire de Grade, "Mayn krig mit Hersh Raseyner" ("Ma dispute avec Hershel Rasseyner”) est une des histoires classiques de la littérature yiddish d'après la Shoah, intégrant les dilemmes philosophiques auxquels ont dû faire face de nombreux survivants. Sutzkever est devenu un des poètes majeurs du XXe siècle.
Lors du tournant radical des années 1930, un groupe d'écrivains rassemblé autour du parti communiste américain et appelé "Di Linke" ("L'Aile gauche") comprend Moyshe Nadir, Malke Lee et Ber Grin. Au Canada, un groupe similaire, connu sous le nom d''École prolétarienne des écrivains, est représenté par Yudica. En Union soviétique, la littérature yiddish s'épanouit avec de grands noms tels que David Bergelson, Der Nister, Peretz Markish et Moïshé Kulbak. Plusieurs de ces écrivains seront exécutés lors des purges staliniennes dans la nuit du 12 au 13 août 1952, connues sous le nom de Nuit des poètes assassinés, y compris Itzik Fefer et Leib Kvitko. Bergelson est considéré par beaucoup comme un génie méconnu dont le travail dans le roman moderniste présente des formes parmi les plus intéressantes. Parmi les écrivains soviétiques ayant échappé à la persécution, on trouve Moyshe Altman, Ikhil Shraybman, Note Lurie, Elye Shekhtman, Shike Driz, Rivke Rubin, Shira Gorshman, et d'autres. On ne trouve aucune raison valable pour expliquer pourquoi certains écrivains furent persécutés et d'autres non, car tous poursuivaient des thèmes similaires dans leurs écrits et étaient membres de groupes similaires d'intellectuels juifs.
Une caractéristique intéressante de la littérature yiddish pendant sa période la plus active (1900-1940) est la présence de nombreuses femmes écrivaines qui étaient moins impliquées dans des mouvements spécifiques ou liées à une idéologie artistique particulière. Les écrivaines telles que Celia Dropkin, Anna Margolin, Kadya Molodowsky, Esther Kreitman et Esther Shumiatcher Hirschbein créèrent des œuvres qui ne se classent pas facilement dans une catégorie particulière et qui sont souvent expérimentales tant par la forme que par le sujet. Margolin a été la première à utiliser l'assonance et la consonance dans les vers yiddish. Elle préférait les non-rimes aux véritables rimes. Dropkin introduisit un vocabulaire à charge fortement érotique et était inspirée par la poésie russe du XIXe siècle. Kreitman, la sœur de Israel Joshua Singer et de Isaac Bashevis Singer, a écrit des romans et de courtes histoires, dont beaucoup étaient fortement critiques sur l'inégalité des sexes dans la vie juive traditionnelle.
Certains écrivains hommes aussi ne peuvent être associés à un groupe littéraire particulier, ou, après avoir fait partie d'un groupe pendant un certain temps ils l'ont quitté pour d'autres éthiques créatrices. Parmi ceux-ci, Itzik Manger, dont l'habile ré-imagination des histoires bibliques et autres histoires juives est accessible et enjouée mais profondément intellectuelle. Parmi les autres écrivains de cette catégorie, on trouve, Joseph Opatoshu, Isaac Bashevis Singer (qui est toujours appelé "Bashevis" en yiddish pour le distinguer de son frère plus âgé, Israel Joshua Singer) et Aaron Zeitlin.
Beaucoup des écrivains mentionnés ci-dessus, qui ont écrit pendant ou après les années 1940, ont incorporé la Shoah dans leurs œuvres littéraires. Certains ont écrit des poésies et des histoires quand ils étaient dans des ghettos ou des camps de concentration, ou parmi des groupes de partisans. Ils continuent à se questionner sur l'influence de ces tragiques évènements sur leur littérature ultérieure. Les écrivains yiddish connus principalement pour leurs œuvres concernant la Shoah sont Ytshak Katzenelson, Y. Shpigl et Yehiel De-Nur.

### Quelques noms

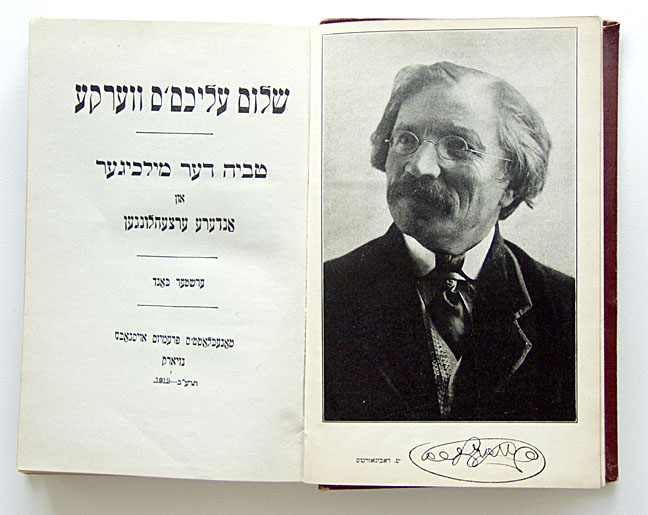
Cholem Aleikhem
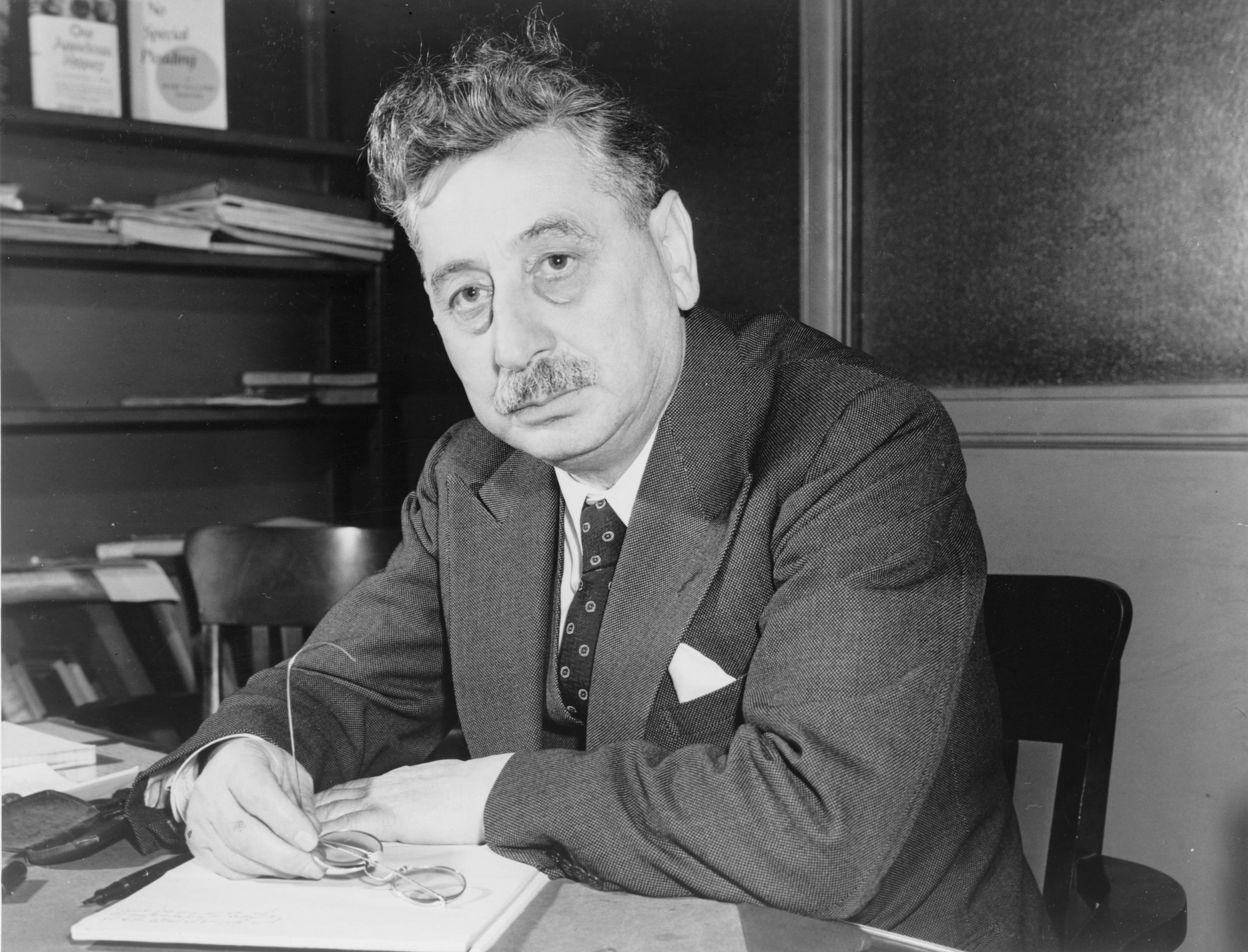
Sholem Asch
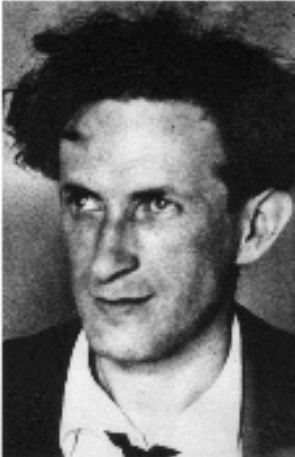
Oser Warszawski
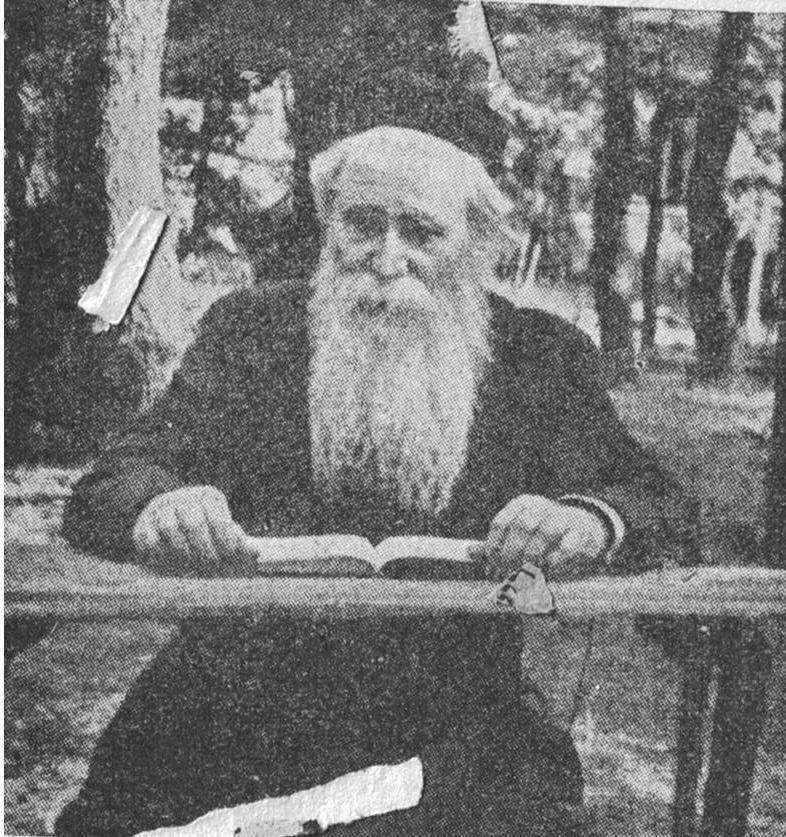
Hillel Zeitlin
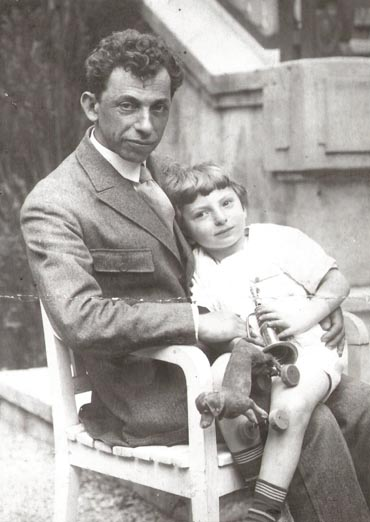
David Bergelson

- David Bergelson (1848-1952), romancier
- Cholem Aleikhem (1859-1916), romancier, dramaturge
- Shimen Shmuel Frug[12] (1860-1916)
- Shloyme Zaynvl Rapoport[13] (1863-1920) dit Shalom Anski, romancier, journaliste, ethnographe, Der Dibek (1919) dit Le Dibbouk
- Mikhe Yoysef Berditchevski Bin Gorion (1865-1921), essayiste
- Hersh Dovid Nomberg[14] (1867-1927), romancier
- Hillel Zeitlin (1871-1942), philosophe
- Yeshoah ou Solomon Yehoyesh Bloomgarden ou Yehoash (Blumgarten) (en)(1872-1927), poète, Targem (1910)
- Dovid Pinski[15] David Pinski (en) (1872-1959)
- Bal Makhshoves[16] Israel Isidor Elyashev (en) (1873-1924)
- Ayzik Vayter[17] Devenishski (1878-1919), essayiste
- Avrom Reisen[18] (1878-1953)
- Sholem Asch (1880-1957), nouvelliste, romancier, Dos Shtetl (1905), In Erets Yisroel (1911), Yifsekhs tokhter (1913), Kidush hashem (1919)
- Yoyne Rosenfeld[19] (1880-1944), romancier
- Itshe Meyer Vaïssenberg[20] (1881-1938), romancier
- Shmuel Niger (en) Shmuel Czarny[21] (1883-1955)
- Leivik Halpern (1885-1962), écrivain, poète, dramaturge
- Dovid Ignatov[22] (1885-1954), romancier
- Joseph Opatoshu (en) (1886-1954), romancier, In polyishe Felder (1920)
- Zalman Reisen (en) (1887-1940), lexicographe (russe/biélorusse) et historien de littérature yiddish
- Yankev Shteinberg (1887-1947), romancier
- H. Leivick (en) (1888-1962), dit Leivick Halpern, dont le poème dramatique The Golem (Leivick) (en)
- Israel Joshua Singer[23] (1893-1944), romancier, Yoshe Kalb (1932), Brider Ashkenazi (1937)
- Oser Warszawski (1899-1944), romancier
- Eli Chekhtman (1908- 1996)[24], La Charrue de feu, Erev : à la veille de
- Leïb Rochman (1918-1978), Le Déluge

### Canada

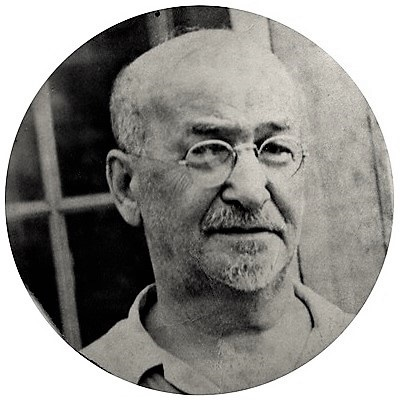
Hirsch Wolofsky
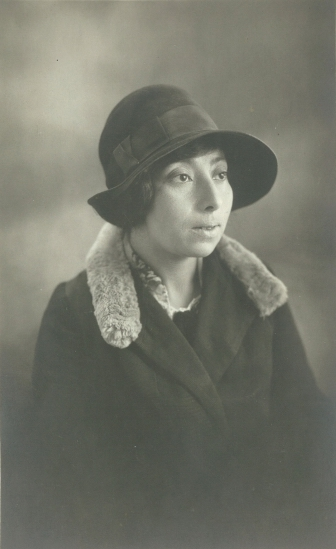
Ida Maze
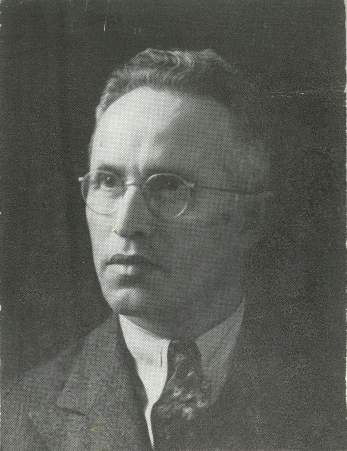
Jacob-Isaac Segal
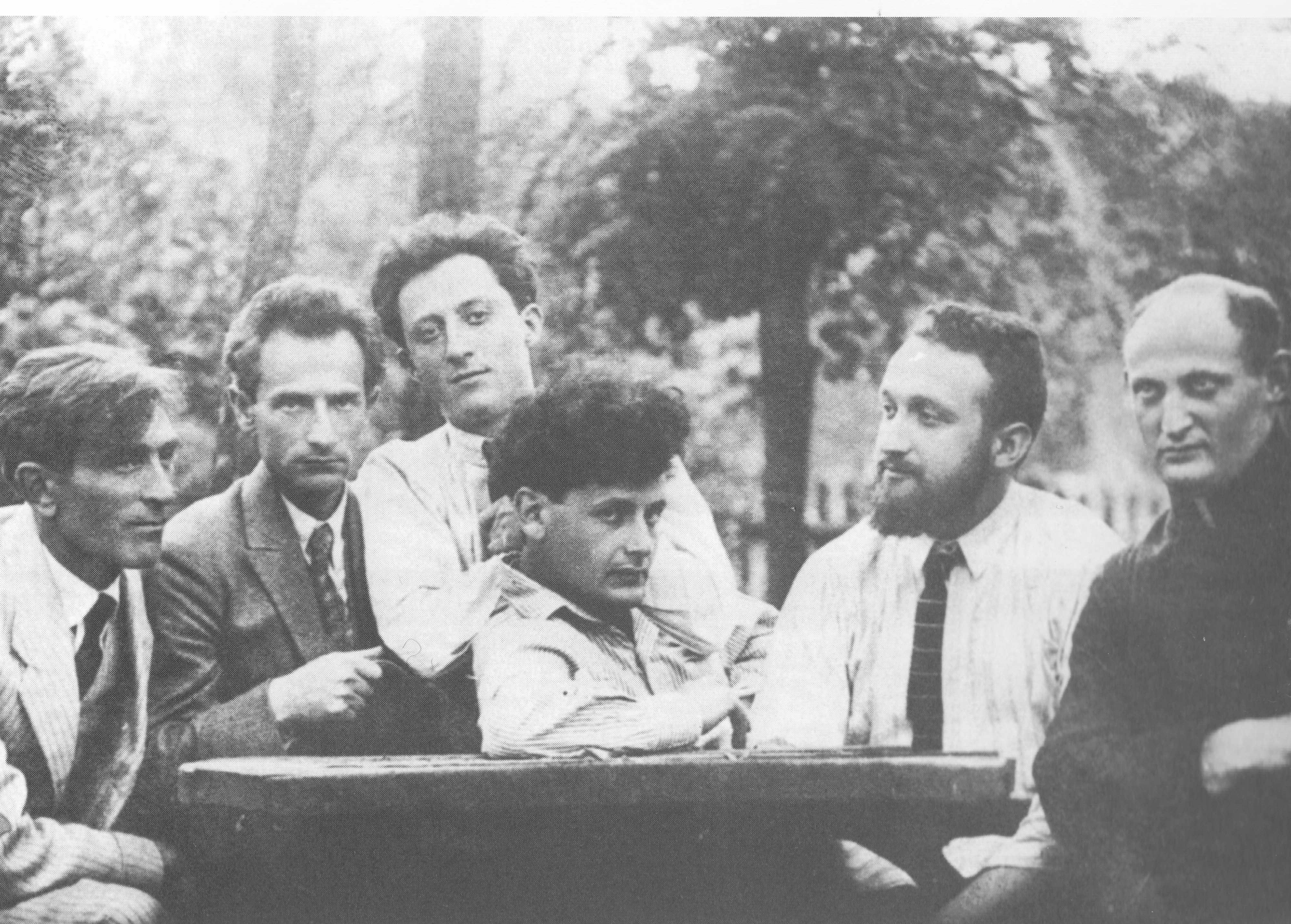
Melech Ravitch

- Hirsch Hershman (1876-1957)
- Hirsch Wolofsky (1878-1949)
- Ida Maze (1893-1962)
- Jacob-Isaac Segal (1896-1954)
- Melech Ravitch (1893 -1976)
- Chava Rosenfarb (1923-2011)

### États-Unis
- Morris Vintshevski[25] (1856-1932), poète, États-Unis
- Cholem Aleikhem (1859-1916), romancier, dramaturge, États-Unis
- Morris Rosenfeld (en) (1862-1923), poète, États-Unis
- David Edelstadt (1866-1892), poète, États-Unis
- Yosef Boshover (1873-1915), poète, États-Unis
- Leon Kobrin (en) (1873-1946), prosateur, États-Unis
- Lamed Shapiro (en) (1878-1948), nouvelliste, États-Unis, Yidishe meluke (1919), Niu-yorkish (1931)
- Moyshe Nadir (en) (1855-1943), humoriste, États-Unis
- Mani Leib (en) (1883-1953), poète, États-Unis
- Ruvn Ayzland ou Reuben Eisland[26],[27] (1884-1955), poète, États-Unis
- Zishe Landau (de) (1889-1937), poète, États-Unis
- Anna Margolin (en) (1887-1952), poétesse, États-Unis
- Aron Glants-Leyeles[28] (1889-1966), poète, États-Unis
- Yankev Glatstein (1896-1971), poète, États-Unis
- Moyshe-Leyb Halpern (en) (1866-1932), poète, États-Unis
- Isaac Bashevis Singer Yitshok Bashevis-Singer (1904-1991), romancier
- Liste de journaux et périodiques en yiddish (en)
  - Di Tsukunft (1892-, États-Unis, Le futur) (Congress for Jewish Culture (en))
  - Forverts (1897-, États-Unis, En avant) (The Forward)
  - Di Yunge (États-Unis, Les jeunes)

### URSS
- Revues : Der shtern (L'étoile), Der Shtrom (Le courant)
- Nuit des poètes assassinés (12 août 1952)
- Izi Kharik[29] (1898-1937)
- Itzik Fefer (1900-1952)
- Shmuel Halkin[30] (1897-1960)
- Der Nister ou Pinkhas Kahanovitch (1884-1950), nouvelliste, reporter, romancier
- David Hofstein (en) (1889-1952), poète
- Leib Kvitko (1890-1952), poète
- Peretz Markish (1895-1952), poète, dramaturge, critique
- Moïshé Kulbak (1896-1937), poète, dramaturge, romancier

### Pologne
- Revues : Literarishe Bleter, Globus
- Mouvement Di Khalyastre (Le Gang, Varsovie, 1922-1924)[31]
- YIVO, Yidisher Visnshaftlekher Institut
- Zelman Schneyer (1886-1951), nouvelliste[32] et/ou Zalman Shneur (en) (1887-1959), nommé pour le prix Nobel
- Der Tunkeler ou Yosef Tunkel (en) (1881-1949), humoriste
- Zusman Segalovitch (1884-1949), romancier
- Alter Kacyzne (en) (1885-1941), romancier, dramaturge, poète
- Yekhiel Y Trunk[33] (1887-1961), nouvelliste
- Avrom Moyshe Fuks[34] (1890-1974), nouvelliste
- Ephraim Kaganowski (1893-1958), nouvelliste
- Mikhoel Bursteyn[35] (1897-1945), romancier
- Oser Warszawski (1898-1944), romancier
- Yisroel Rabon[36] (1900-1942)
- Leyb Rashkin (1905-1942, Soyl Fridman)[37], Di Mentshn fun Godlbozhits (1934) (Les gens de Godelbojits, 2021)

### Autres
- Eliezer Steinbarg[38] (1880-1932, Roumanie), nouvelliste, fabuliste, poète
- Wolf Wievorka[39] (1896-1945, France), nouvelliste
- Binyomin Schlevin[40]

### Poésie
- Leyzer Aykhenrand[41] (1912-1985), poète
- Moishe Brodersohn[42] (1890-1957), poète
- Yankev Fridman[43] (1910-1972)
- Hirsch Glick (1922-1944), poète
- Chaim Grade (1910-1982)
- Uri Zvi Greenberg (1896-1981), poète
- Binem Heller (en) (1908-1988), poète
- Shmerke Kaczerginski[44] (1908-1954)
- Ytshak Katzenelson (1886-1944), poète
- Yosef Kerler[45] (1918-2000), poète
- Rachel Korn Rokhl (1898-1982), poétesse
- Abba Kovner (1918-1987), poète, activiste
- Itsik Manger (1901-1969), poète
- Kadia Molodowsky (1894-1975), poétesse
- Leib Naidus (1890-1918), poète
- Meylekh Ravitch[46] (1894-1981), poète
- Yisroel Shtern (1894-1942), poète
- Moshe Schulstein (1911-1981), poète
- Avrom Sutzkever (1913-2010), poète
- Miryam Ulinover (1890-1944), poétesse
- Elkhonen Vogler[47] (1907-1969)
- Leyzer Volf[48] (1910-1943)
- Moyshe Waldman (1911-1996), poète
- Izrael Chaim Wilner Jurek (1917-1943), poète, activiste
- Aaron Zeitlin (en) (1898-1973), poète, dramaturge
- Reizl Zhikhlinski (1910-2001), poète
- Hirsch Glick (1922-1944), parolier

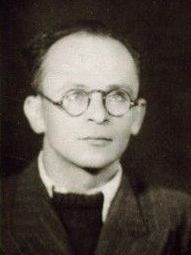
Shmerke Kaczerginski
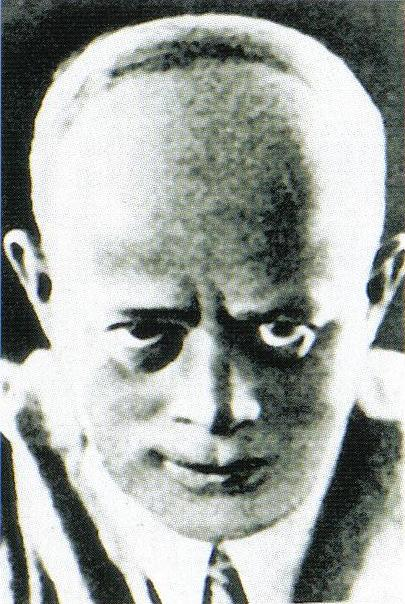
Ytshak Katzenelson
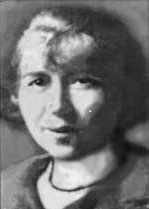
Miryam Ulinover
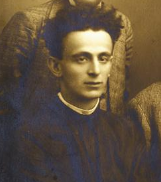
Itsik Manger
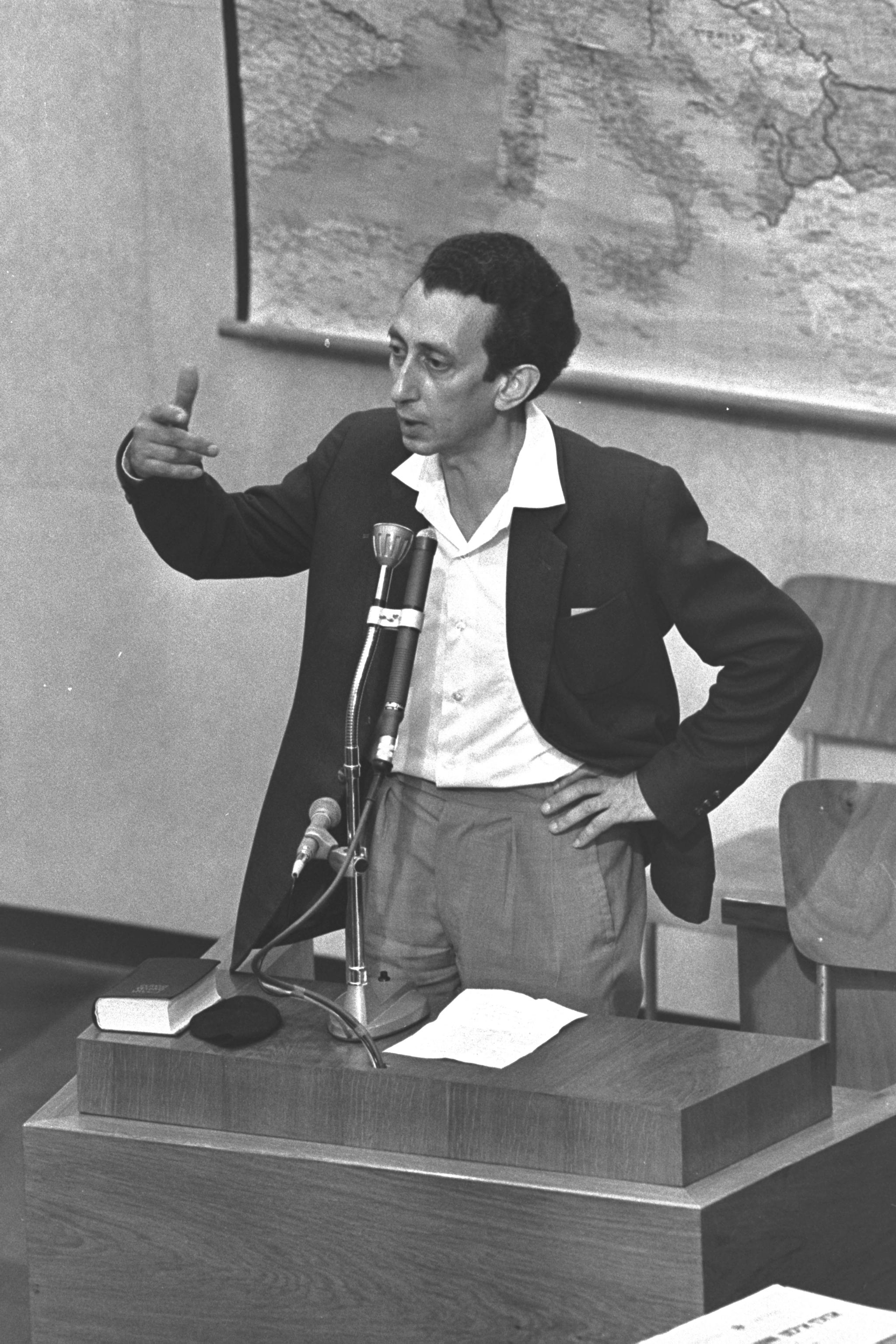
Abba Kovner

- Liste de poètes en yiddish (en)

### Théâtre
- Théâtre yiddish
- Purim shpil
- Abraham Goldfaden (1840-1909)
- Hersh Leib Sigheter (en) (1844c-1930c)
- Isaac-Leibush Peretz (1852-1915)
- Jacob Mikhailovich Gordin (1853-1909)
- Cholem Aleikhem (1859-1916)
- Shalom Anski An-Ski (1863-1920), Dibek (1919)
- Sholem Asch (1880-1957)
- Peretz Hirschbein (en) (1880-1948)
- H. Leivick (en) (1888-1962), Der Goylem (1921), Shmates (1921), Keytn (1929)
- Aaron Zeitlin (en) (1898-1973)
- Itsik Manger (1901-1969)
- Benny Barbash (1951-)

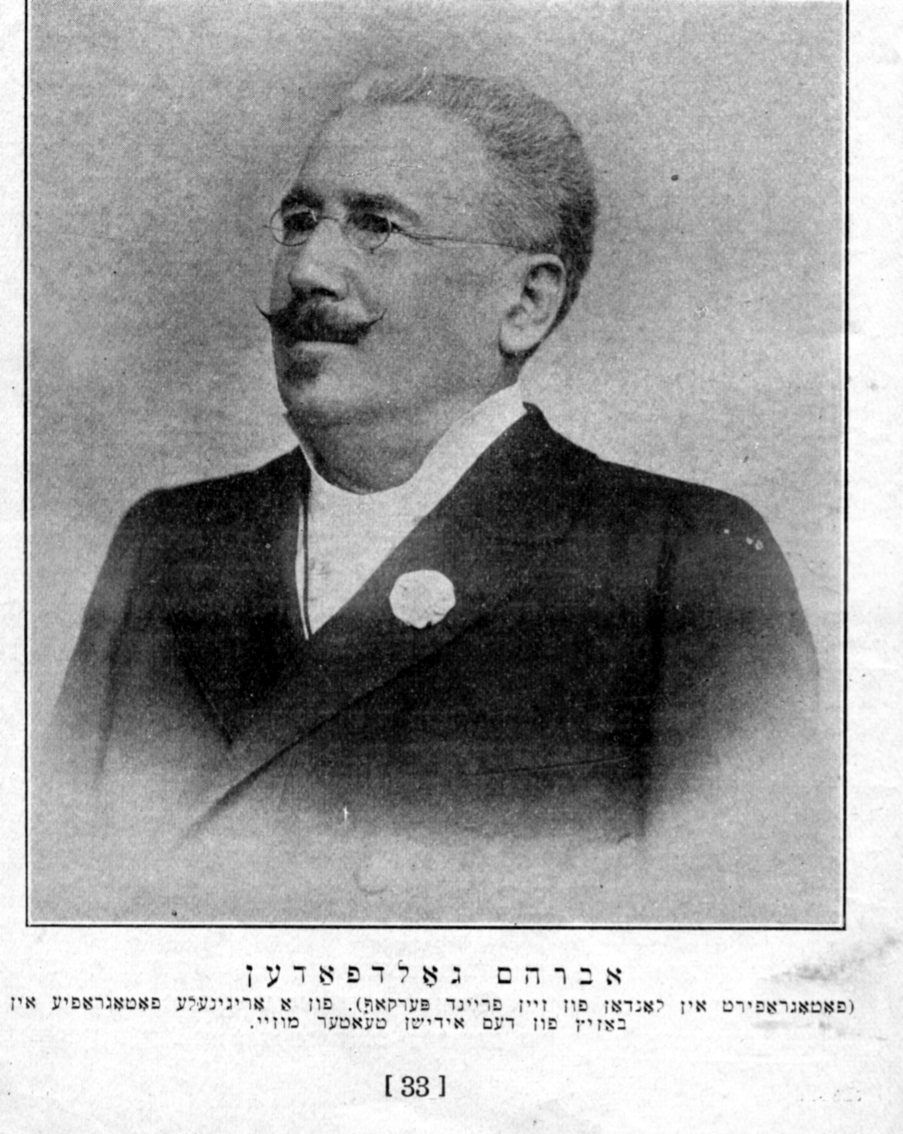
Abraham Goldfaden
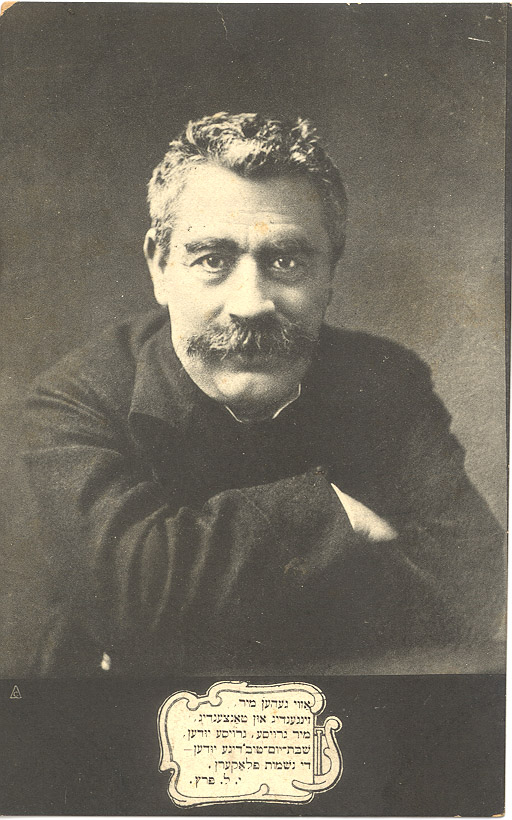
Isaac Leib Peretz
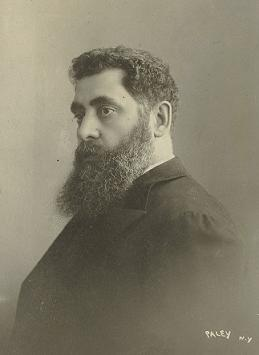
Jacob Mikhailovich Gordin
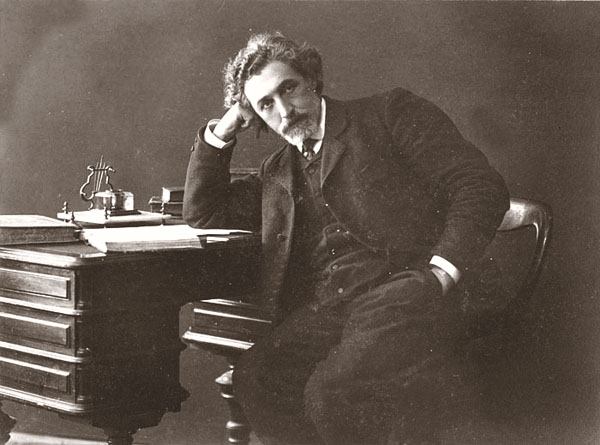
Shalom Anski Rappaport
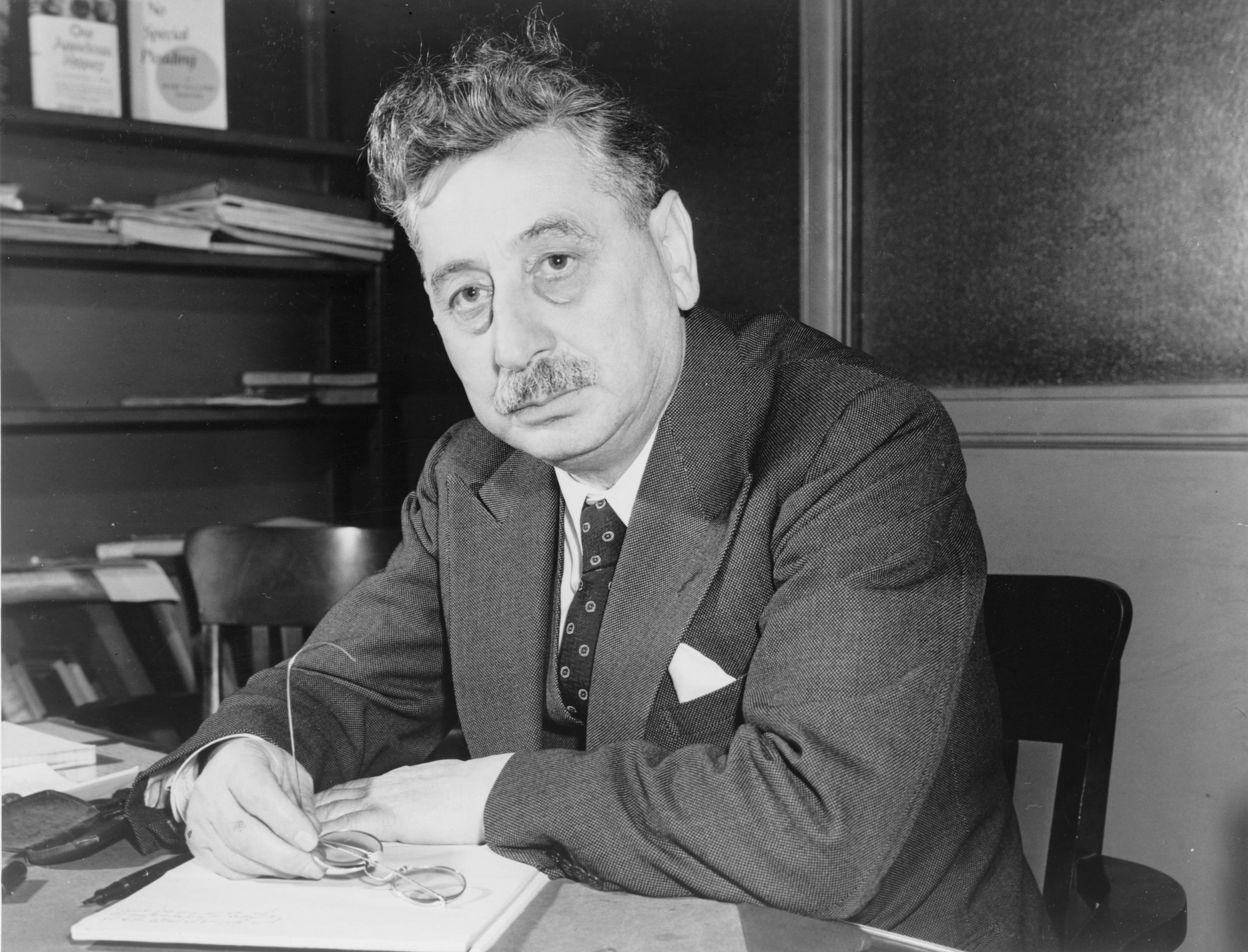
Sholem Asch
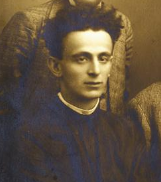
Itsik Manger

### Isaac Bashevis Singer et le prix Nobel
L'attribution du prix Nobel de littérature à Isaac Bashevis Singer en 1978 a renforcé sa réputation comme un des plus grands écrivains de la littérature mondiale. 
De nombreux lecteurs yiddish, sont cependant convaincus qu'il y a plusieurs écrivains meilleurs en littérature yiddish, parmi lesquels le frère de Bashevis (Israel Joshua Singer (1893-1944)). 
Chaim Grade (1910-1982) s'estime quant à lui être méconnu par le monde anglophone, de même Cynthia Ozick (1928-) dont la courte histoire Envie (ou Yiddish en Amérique) comporte une émotion rarement égalée de la part d'un poète yiddish.
Certains critiques yiddish déplorent le rôle excessif du sexe et de la superstition dans les œuvres de Singer, qui déconsidèrerait la littérature yiddish en général. En plus, l'habitude de Singer de se présenter devant la presse américaine comme le dernier et seul écrivain yiddish a été très mal ressentie par des dizaines d'écrivains toujours vivants et toujours actifs à cette période.
Mais en dépit de ces querelles dont certaines sont toujours présentes (voir entre autres : (en) ) plusieurs années après la mort des protagonistes, la plupart des spécialistes du yiddish sont d'accord pour considérer que l'attribution du prix Nobel à Singer a focalisé l'attention des lecteurs sur la littérature yiddish dans son ensemble. 
Pour beaucoup, le prix Nobel de Singer est justifié sur la base de ses livres accessibles en traduction, qui représentent la partie la plus accomplie de ses œuvres.

### Écrits contemporains en yiddish ou influencés par la littérature yiddish (à partir de 1960)
L'écrivain yiddish contemporain le plus important est sans nul doute Abraham Sutzkever (1913-2010). 
Parmi les écrivains nés avant guerre en Europe et toujours publiés, on trouve les auteurs canadiens 'Chava Rosenfarb (1923-2011), Simcha Simchovitch (1921-2017), et Grunia Slutzky-Kohn (1928-2020) ; les écrivains israéliens Tzvi Ayznman (1920-2015), Aleksander Shpiglblat (1927-), Rivke Basman Ben-Hayim (1925-2023), Yitzkhok Luden (1924-), Mishe Lev (1917-2013) et Lev Berinsky (1039-) ; ainsi que le poète et auteur-compositeur de chanson Beyle Schaechter-Gottesman (1920-2013) et le poète Moyshe Szklar (1920-, éditeur du périodique littéraire yiddish de Los Angeles Heshbon). 
Les écrivains de la « nouvelle » génération sont ceux nés après la Seconde Guerre mondiale (principalement originaires de l'ancienne Union soviétique) comme Alexander Belousov (1948-2004), Mikhoel Felzenbaum, Daniel Galay, Moyshe Lemster, Boris Sandler (éditeur actuel de la version yiddish du The Forward), Velvl Chernin, Zisye Veytsman et Heershadovid Menkes (dont le nom de plume est Dovid Katz (en) (1956-).
Une génération plus jeune d'écrivains qui commencent à percer au début du XXIe siècle comprend les poètes Gitl Schaechter-Viswanath (en) (1958-) à New York, Yisroel Nekrasoⱱ à Saint-Pétersbourg, Haike Beruriah Wiegand à Londres et l'écrivain en prose Boris Kotlerman en Israël. Les premières œuvres de certains de ces auteurs ont été rassemblées dans une anthologie Vidervuks (Nouvelle croissance), publiée en 1989.
Une autre génération d'écrivains yiddish a vu le jour parmi les mouvements orthodoxes Hassidique et Haredim. L'auteur, connu seulement par son pseudonyme Katle Kanye écrit des satires violentes sur la littérature halakhique actuelle ainsi que de la poésie et des commentaires attentionnés sur la vie hassidique. Un autre exemple est l'auteur du blog yiddish Naturlich. Des romans d'espionnage sont devenus un genre populaire parmi les communautés hassidiques.
Les littératures européennes ont eu une influence importante sur la littérature yiddish, mais jusqu'à la fin du XXe siècle, il n'y a eu que peu de retour vers l'anglais, à l'exception des auteurs bilingues qui ont choisi d'écrire en anglais tels que Anzia Yezierska (1880-1970) et Abraham Cahan (en) (1860-1951). Actuellement, de nombreux jeunes écrivains avec uniquement un faible bagage en yiddish ont été influencés par la littérature yiddish traduite, tels que Nathan Englander (1970-) et Jonathan Safran Foer (1977-). Dara Horn (en) (1977-) qui a étudié le yiddish ainsi que l'anglais est une exception et profite de ces deux traditions dans ses romans en langue anglaise.
Les derniers écrivains en langue yiddish dans l'ancienne Union soviétique sont Olexander Bejderman (de) (1949-) à Odessa et Yoysef Burg (1909-1999) à Tchernivtsi.

#### Lectures
- Royaumes juifs, Trésors de la littérature yiddish - Tome 1, Anthologie de textes yiddish en prose, établie et présentée par Rachel Ertel, Paris, Robert Laffont, 2008 - Présentation du livre
- Anthologie de la poésie yiddish. Le Miroir d’un peuple, présentation, choix et traduction de Charles Dobzynski, Gallimard, 1987 et 2000
- Regards sur la littérature yidich, Cécile Cerf, Académie d'Histoire, 1974
- Claude Bouheret, Atlas littéraire des pays d'Europe centrale et orientale, 2009, éditions Noir sur Blanc,  (ISBN 978-2-88250-225-4)
- Maria Delapierre (dir.), Histoire littéraire de l'Europe médiane (des origines à nos jours), Paris, L'Harmattan, 1998, pages 407-426
- Leksikon fun der Nayer Yidisher Literatur (Dictionnaire biographique de la littérature yiddish moderne, 1956-1980, 7000 écrivains recensés, 8 volumes, New York, Congress for Jewish Culture)

#### Ouvrages d'études
- Rachel Ertel, Dans la langue de personne, Poésie yiddish de l'anéantissement, Seuil, coll. « Bibliothèque du XXe siècle », 1993
- Jean Baumgarten, Le yiddish, col. Que sais-je?, P.U.F., Paris, 1990
- Gilles Rozier, D'un pays sans amour, Grasset, 2011, un roman consacré aux itinéraires de trois poètes yiddish, Uri-Zvi Grynberg, Peretz Markish et Melekh Rawicz.
- (en) Estraikh, Gennady, In Harness: Yiddish Writers’ Romance with Communism, Syracuse, Syracuse University Press, 2005,  (ISBN 0-8156-3052-2)
- (en) Glasser, Amelia (trans.) Proletpen: America’s Rebel Yiddish Poets (Madison: University of Wisconsin Press, 2005)  (ISBN 0-299-20800-1)
- (en) “Ma’aseh books, ” “Aksenfed, Isral, ” “Ettinger (Oetinger), ” “Dick, Isaac Mayer”. Jewish Encyclopedia (1904-11), 11 août 2006
- (en) Miron, Dan, A Traveler Disguised: A Study in the Rise of Modern Yiddish Fiction in the Nineteenth Century, New York, Schocken, 1973; reprint edition Syracuse University Press, 1996,  (ISBN 0-8156-0330-4)
- (en) Norich, Anita, The Homeless Imagination in the Fiction of Israel Joshua Singer, Bloomington, IUP, 1991,  (ISBN 0-253-34109-4)
- (en) Seidman, Naomi, A Marriage Made in Heaven: the Sexual Politics of Hebrew and Yiddish, Los Angeles, University of California Press, 1997,  (ISBN 0-520-20193-0)
- (en) Sokoloff, Naomi, Anne Lapidus Lerner and Anita Norich, eds., Gender and Text in Modern Hebrew and Yiddish Literature, New York, JTSA, 1992,  (ISBN 0-674-34198-8)
- (en) Wex, Michael, Born to Kvetch: Yiddish Language And Culture in All Its Moods, New York, St. Martin's Press, 2005,  (ISBN 0-312-30741-1)
- (en) Wisse, Ruth, A Little Love in Big Manhattan: Two Yiddish Poets, Cambridge, Massachusetts, Harvard University Press, 1988,  (ISBN 0-674-53659-2)
- (en) “Yiddish literature.” Encyclopedia Britannica, 2006, Encyclopedia Britannica Online, 31 July 2006, http://search.eb.com/eb/article-9108783
- (en) “Yiddish literature, ” “Glikl of Hameln” and “Nahman of Bratslav”. Reader’s Guide to Judaism, ed. Michael Terry (Chicago, New York: Fitzroy Dearborn: 2000),  (ISBN 1-57958-139-0)
- (en) Zeitgenössische jiddische Lyrik Odessaer; Autoren, Steinhoff, Thorsten, Regensburg, Lehrstuhl für Neuere Dt. Literaturwiss. I der Univ., 1996, Als Ms. gedr.